# Nepotilla carinata
Nepotilla carinata é uma espécie de gastrópode do gênero Nepotilla, pertencente a família Raphitomidae.